# Südbahnhofbrücke
Die Südbahnhofbrücke ist eine für Kraftfahrzeuge, Fußgänger und Radfahrer bestehende Brücke im Bereich des 2015 fertiggestellten neuen Wiener Hauptbahnhofs. Sie sollte ebenfalls 2015 fertiggestellt sein, wurde aber erst am 1. August 2018 für den Verkehr freigegeben.
Wie der Arsenalsteg, der im Sommer 2020 fertiggestellt wurde, und eine Straßenunterführung im Zuge der Alfred-Adler-Straße bildet die Brücke eine Verbindung zwischen den Wiener Gemeindebezirken Favoriten und Landstraße quer zu den Gleisen der im Bahnhofsbereich verbundenen Strecken von Südbahn und Ostbahn.

## Beschreibung
Die Südbahnhofbrücke überquert mit zwei je 60 Meter langen und mehr als 17 Meter breiten Tragwerken, die auf Y-förmigen Pfeilern aufliegen, die Gleise des Hauptbahnhofs.
Die Brücke wurde von Albert Wimmer entworfen und von den Ziviltechnikern Axis und Baumann&Obholzer berechnet. Die Planung führte die Firma von Alfred Pauser durch.
Die aus Stahl konstruierten Brückentragwerke wurden mit flachen Bogenträgern gestaltet, welche zueinander geneigt sind. Diese Neigung wiederholt sich in den Geländern und an den Stirnseiten der Widerlager.
Errichtet wurde die Südbahnhofbrücke in der Verlängerung der Franz-Grill-Straße (3. Bezirk). Sie überquert die Arsenalstraße und die Bahngleise samt der 2014 eröffneten Verladeanlage für Autoreisezüge. Der neue Straßenzug mündet anschließend mit einer Rechtskurve im neuen Sonnwendviertel  zwischen Hauptbahnhof, Gudrunstraße und Sonnwendgasse. An der Arsenalstraße wurde für den Fuß- und Radweg eine Wendel als Auffahrt errichtet.

## Geschichte

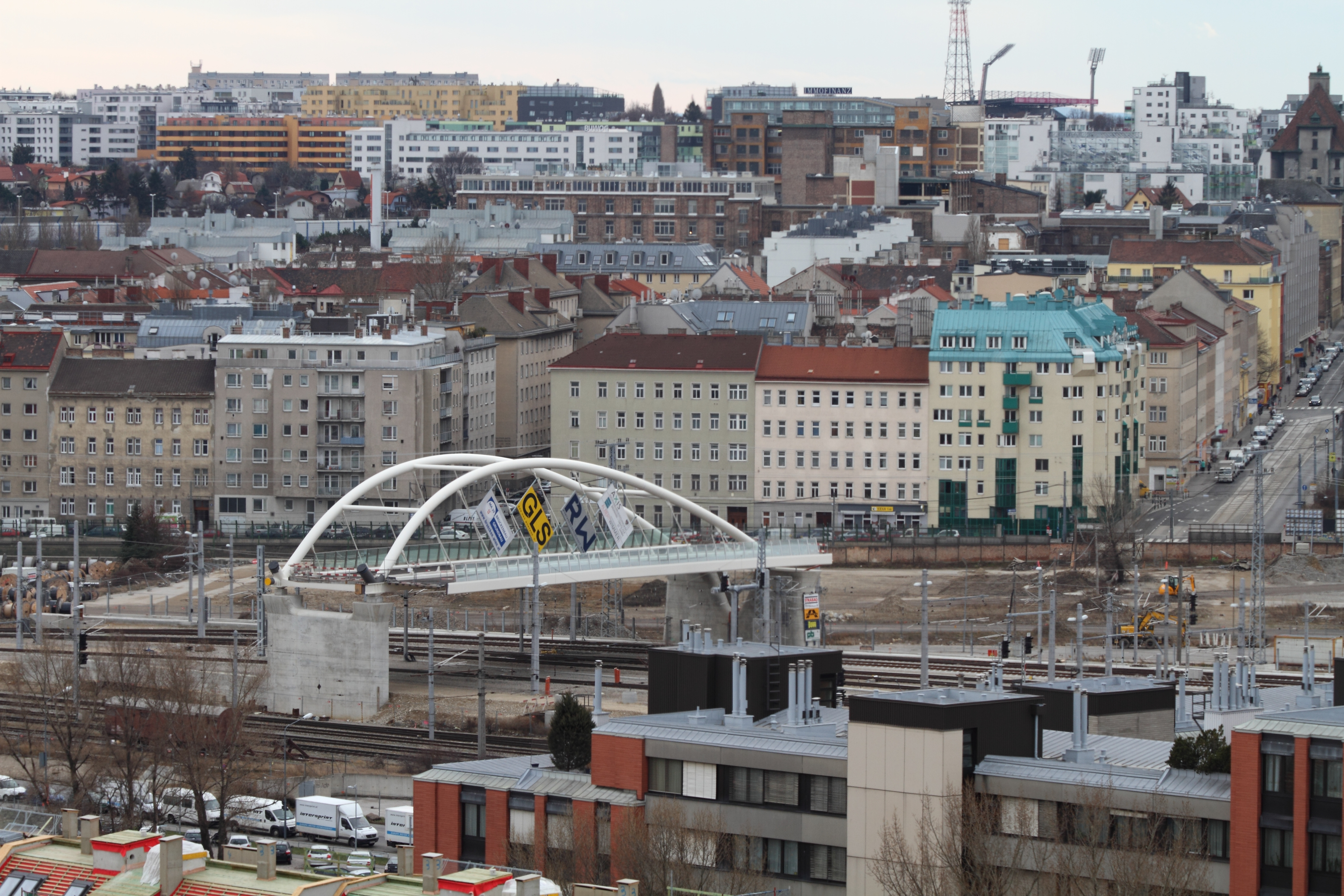
Ansicht vom Telekom-Gebäude im Wiener Arsenal nach Süden, 2012; rechts im Bild: die Absberggasse; direkt hinter der Brücke: die Gudrunstraße, Rampe zur Unterführung der Ostbahngleise

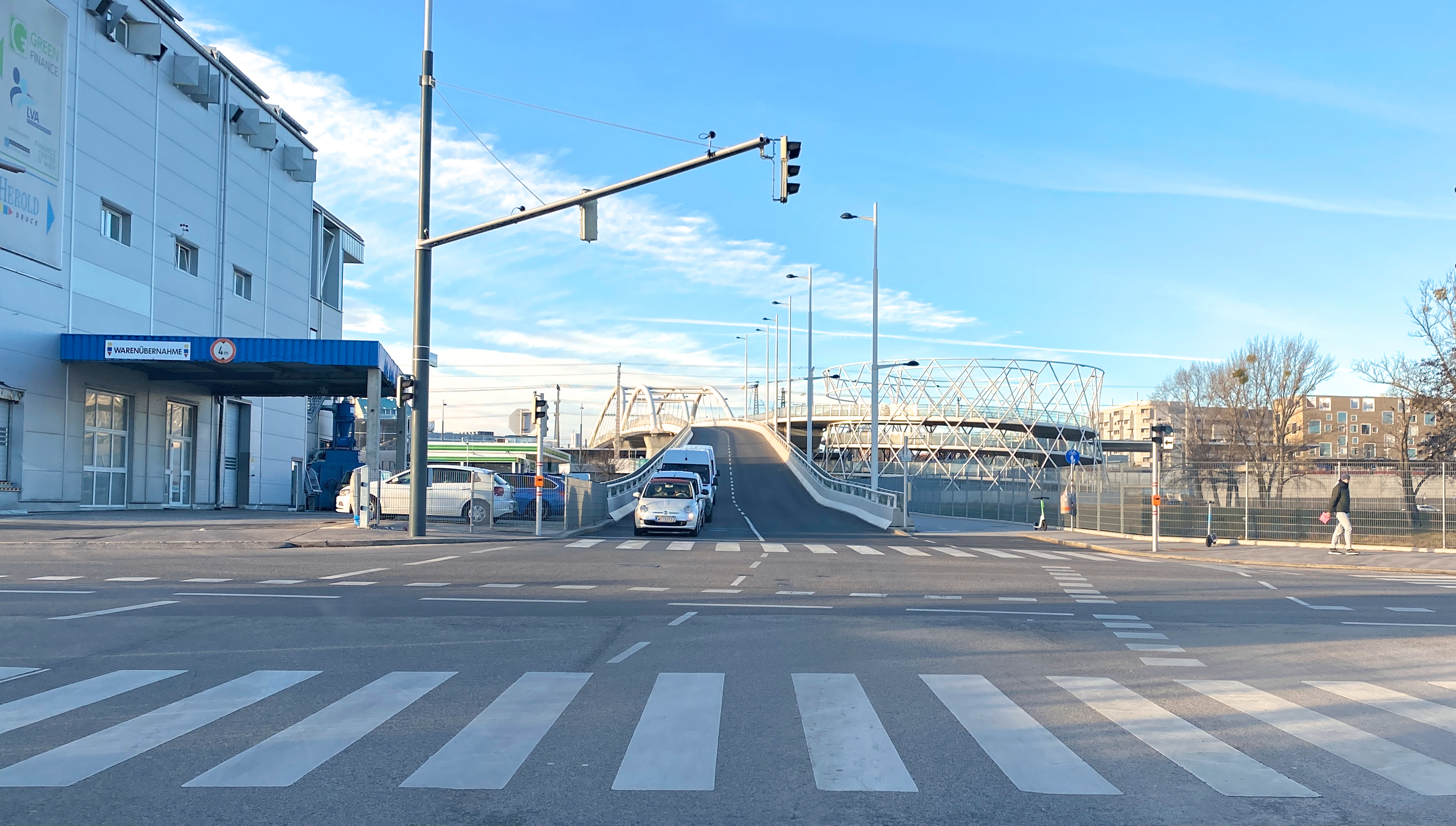
Die Südbahnhofbrücke mit Franz-Grill-Straße gesehen von der Faradaygasse aus

Der Name der Brücke leitet sich vom 2009/2010 abgerissenen Südbahnhof ab, an dessen Stelle bis 2015 der Hauptbahnhof entstand. Die Verbindung von Südbahn und Ostbahn, die im Hauptbahnhof als Durchgangsbahnhof bewerkstelligt wird, wurde ab 1956 in Form von zwei Kopfbahnhöfen mit gemeinsamem Abfertigungsgebäude bewerkstelligt. Aufgrund der Randlage Wiens im geteilten Europa war die Südbahn nach 1945 die wichtigere Bahnlinie, und der gemeinsame Bahnhof beider Strecken erhielt den Namen Südbahnhof.
Mit der Errichtung der ersten beiden von drei Brückenpfeilern wurde im Frühjahr des Jahres 2010 begonnen. Für jeden der Träger, die für eine Aufprallgeschwindigkeit von maximal 120 Kilometer pro Stunde berechnet wurden, wurden rund 600 Kubikmeter Beton verarbeitet.
Im September 2010 wurde das erste Brückentragwerk an Ort und Stelle zusammengebaut. Am 5. Oktober 2010 wurde das rund 460 Tonnen schwere Tragwerk eingehoben und mittels eines Hilfsgleises seitlich um 45 Grad gedreht.
Im Oktober 2016 wurde mit den Bauarbeiten für die östliche Rampe Richtung Faradaygasse begonnen. Diese Bauarbeiten wurden im Juli 2018 abgeschlossen.